# Anjuta

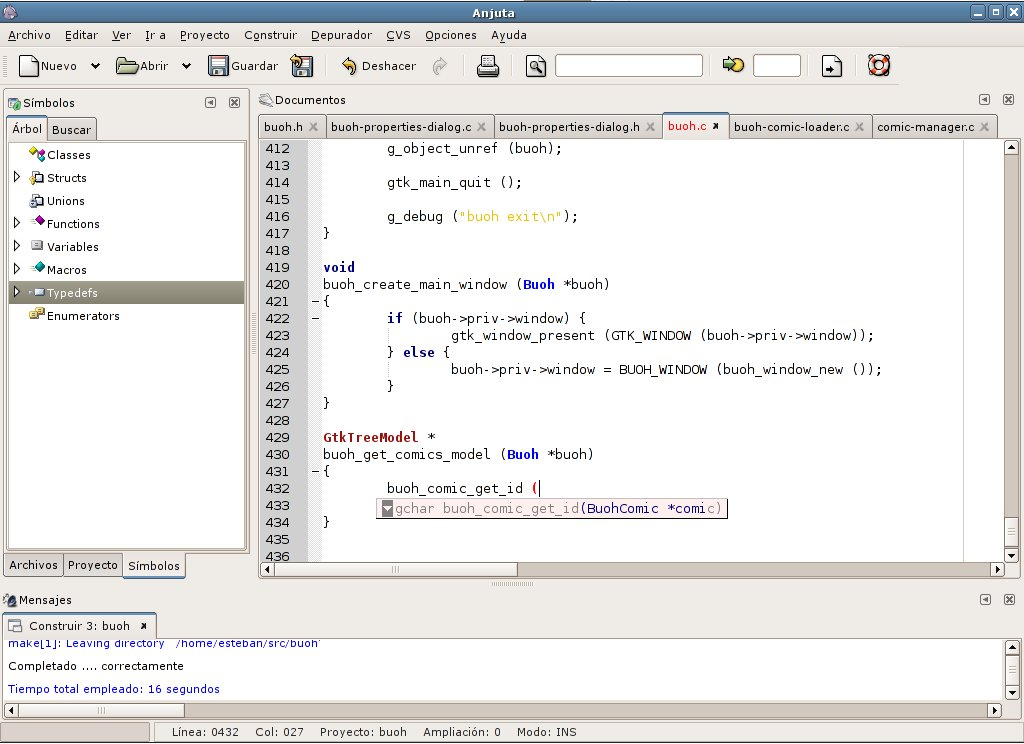
Tela de execução do Anjuta

Anjuta é um ambiente de desenvolvimento integrado para C e C++ em GNU/Linux. Ele foi escrito para GTK/GNOME e suporta muitas capacidades avançadas como gerenciamento de projetos e um editor de código-fonte. Anjuta é software livre distribuído sob a licença GNU GPL.